# Thierry Fouchier
Pour les articles homonymes, voir Fouchier.
Thierry Fouchier, né le 14 mars 1966 à Marseille, est un navigateur français connu notamment pour sa Coupe de l'America  victorieuse où il occupait le poste de régleur sur le trimaran ailé USA 17. Il a également fait partie de l'équipe Groupama (sur Groupama 2, depuis 2002). C'est d’ailleurs Franck Cammas qui l'a amené à faire la connaissance du Challenger lorsqu'il fut appelé auprès d'ORACLE. En 2011, il occupe le poste de régleur de grand voile sur le TP 52 All4One et il participe au AC World Series de San Diego aux côtés d'Aleph Équipe de France. Toujours en multicoques, il est régleur sur l'Extreme 40 du team Gitana. En 2012, il quitte le Gitana pour intégrer l'équipe suédoise d'Artemis Racing.

## Ses participations à la Coupe de l'America
- 1995 : Défi France;
- 2000 : 6e Sens;
- 2007 : Victory Challenge
- 2010 : BMW Oracle Racing[3]
- 2013 : Aleph

## Récompenses
Depuis 2005, Thierry Fouchier est chevalier de la Légion d'honneur. Il est chevalier de l'Ordre national du Mérite en 2011.